# Ледё, Тесс
Тесс Ледё (фр. Tess Ledeux; род. 23 ноября 2001, Бур-Сен-Морис, Франция) — французская фристайлистка (слоупстайл, биг-эйр), серебряный призёр зимних Олимпийских игр 2022 года, трёхкратная чемпионка мира в дисциплинах биг-эйр и слоупстайл, четырёхкратная победительница Всемирных экстремальных игр.

## Биография
Ледё участвует в соревнованиях Мирового тура по фристайлу с 2014 года. В марте 2014 года она впервые в карьере поднялась на подиум крупного международного соревнования, заняв третье место на SFR Tour в Варе. В сезоне 2015/16 годов она стала победительницей Swiss Freeski Open в Glacier 3000 и SFR Freeski Tour в Варе.
В январе 2017 года дебютировала на этапе Кубке мира по фристайлу в Фон-Ромё. На Зимних Экстремальных играх 2017 года в Аспене и в Норвегии она выиграла серебряные медали в слоупстайле. В марте 2017 года завоевала золотую медаль в слоупстайле на чемпионате мира по фристайлу в Сьерра-Неваде. 
В сезоне 2017/18 годов французская лыжница выиграла соревнования в слоупстайле в Фон-Ромё и в Сильваплане, заняв 28-е место в общем зачёте Кубка мира и четвёртое место в Кубке мира по слоупстайлу. На Зимних X Играх 2018 года она завоевала бронзовую медаль в биг-эйре. 
В феврале 2018 года она приняла участие в зимних Олимпийских играх в Пхёнчхане. Стала 15-й в слоупстайле. Через месяц после Олимпиады она стала чемпионкой Франции по слоупстайлу и биг-эйру.
В сезоне 2018/19 годов Тесс выиграла золотую медаль в биг-эйре на X-Games в Норвегии, а также стала чемпионкой мира в Парк-Сити.
В 2020 году одержала победу на Кубке мира и завоевала золотую медаль в биг-эйре на Экстремальных играх 2020 года в Аспене.
На зимних Олимпийских играх 2022 года в Пекине, в дисциплине биг-эйр, завоевала серебряную медаль. 
| Олимпийские игры | Слоупстайл | Биг-эйр |
| ---------------- | ---------- | ------- |
| 2018 Пхёнчхан    | 15         | н/д     |
| 2022 Пекин       | 7          | 2       |

### Чемпионаты мира
| Чемпионат мира     | Слоупстайл | Биг-эйр |
| ------------------ | ---------- | ------- |
| 2017 Сьерра-Невада | 1          | н/д     |
| 2019 Парк-Сити     | н/д        | 1       |
| 2021 Аспен         | 4          | 7       |
| 2023 Бакуриани     | 12         | 1       |